# Johann Maier (Domprediger)

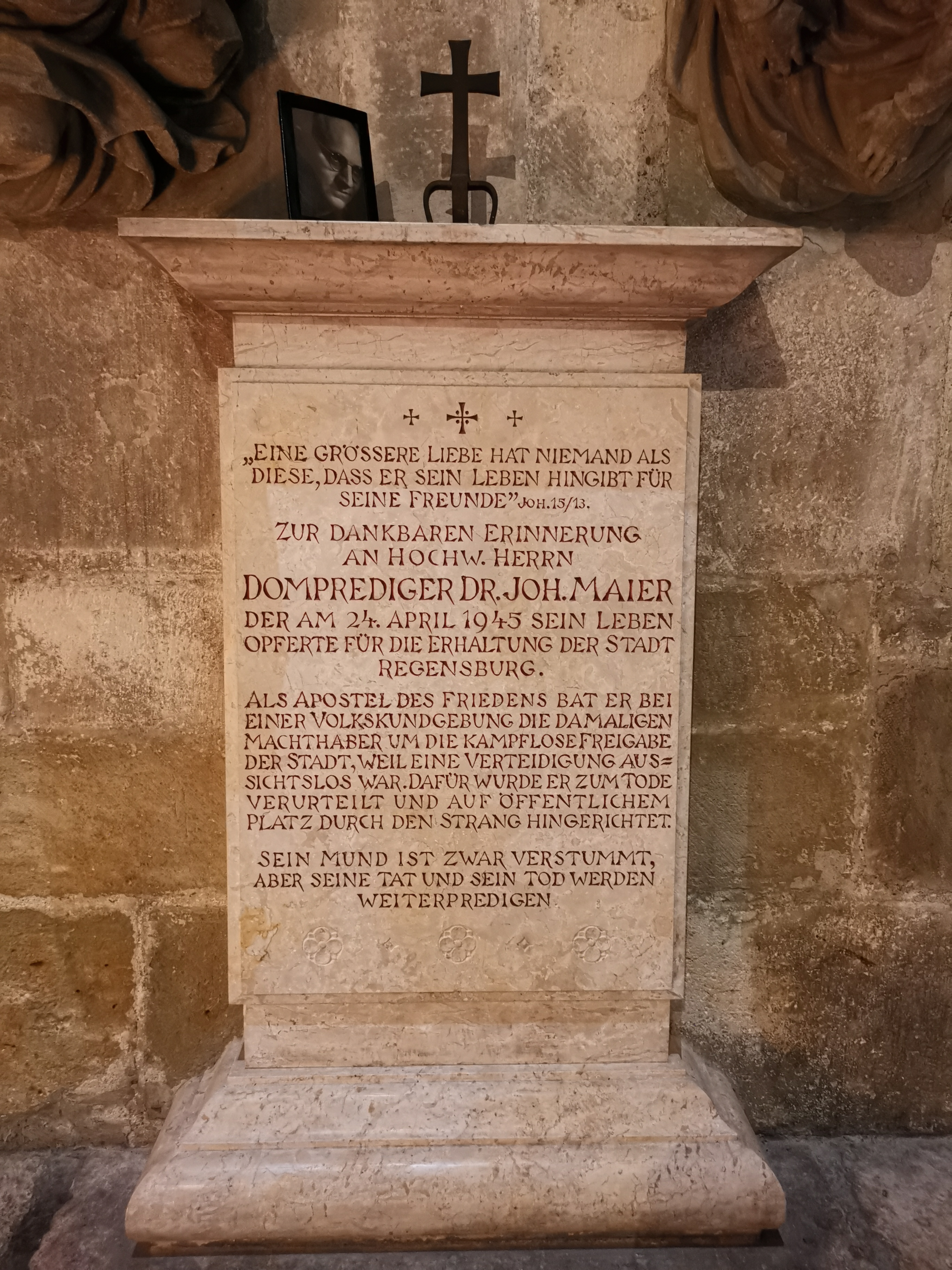
Gedenktafel für Johann Maier im Regensburger Dom

Johann Baptist Maier (* 23. Juni 1906 in Berghofen, heute zu Aham, Niederbayern; † 24. April 1945 in Regensburg) war römisch-katholischer Priester und von 1939 bis zu seiner Hinrichtung Domprediger im Dom zu Regensburg.

## Leben
Johann Maier wurde am 23. Juni 1906 in Berghofen als viertes Kind von Bauern geboren. Die Volksschule besuchte er in Marklkofen, um dann 1918 auf das Gymnasium der Benediktinerabtei in Metten zu wechseln, das er im Jahr 1927 mit Erfolg abschloss.

### Theologiestudium
Im Anschluss daran ging er für ein Theologiestudium an die Philosophisch-theologischen Hochschule Regensburg. Auf Empfehlung des damaligen Generalvikars Johann Baptist Höcht verließ er Regensburg ein Jahr später und besuchte daraufhin das Priesterseminar am Germanicum in Rom. Die Priesterweihe erhielt Maier dort am 27. Oktober 1933 und im Juli des folgenden Jahres schloss er die Studien mit dem Doktor der Theologie ab.

### Zeit des Nationalsozialismus
Die Jahre 1934 bis 1938 verbrachte er als Priester in München, Fichtelberg und Weiden. Zum 1. April 1938 wurde er Spiritual im Dominikanerinnen-Kloster Strahlfeld, das er schon nach einem Semester Richtung Regensburg verließ, um die Aufgabe eines Repetenten an der dortigen Philosophisch-Theologischen Hochschule zu übernehmen. Im Jahr darauf, im Mai 1939, bestellte man Johann Maier zum Domprediger. Die  Hochschule wurde zu Kriegsbeginn wie alle kirchlichen Hochschulen in Bayern auf Anordnung geschlossen. Maier galt als stiller, aber konsequenter Gegner des nationalsozialistischen Regimes, seine Predigten wurden von der Geheimen Staatspolizei überwacht.

### Maiers Wirken in der Schlussphase des „Dritten Reichs“
Am 22. April 1945 forderte der Gauleiter der Bayerischen Ostmark Ludwig Ruckdeschel in Regensburg die Verteidigung der Stadt bis zum Äußersten. Doch bereits am Tag darauf überquerten US-Panzerverbände die Donau bei Dillingen und die deutschen Truppen zogen sich auf ganzer Linie zurück.
Am selben Tag, dem 23. April, versammelte sich auf dem Moltkeplatz, dem heutigen Dachauplatz, eine aufgeregte ca. tausendköpfige Menschenmenge, die für eine kampflose Übergabe der Stadt demonstrierte. Der Domprediger Johann Maier ergriff im weiteren Verlauf das Wort, um die Menge zu beruhigen. Er wollte die Demonstrationsteilnehmer auffordern, nur um eine kampflose Übergabe der Stadt zu bitten und keine Forderungen an den NSDAP-Kreisleiter zu stellen. Noch vor Abschluss seiner Rede wurde er von Polizisten in Zivil festgenommen. Ebenso wurden weitere Teilnehmer der Demonstration verhaftet.
Ruckdeschel forderte die sofortige Erhängung im Angesicht der Menge, ließ sich dann aber zu einem Standgerichtsverfahren überreden. Maier wurde noch am gleichen Abend von einem Standgericht wegen Wehrkraftzersetzung zum Tode durch den Strang verurteilt. Den Vorsitz des Standgerichts hatte der Regensburger Landgerichtsdirektor Johann Schwarz inne, als Staatsanwalt fungierte Alois Then und als Prozessbeobachter des Gauleiters war der SS-Obergruppenführer Paul Hennicke anwesend. Als Beisitzer des Standgerichts traten der stellvertretende Geschäftsführer der Regensburger Milchwerke und Vorsitzende des Parteigerichts der NSDAP, Hans Gebert, und der Gendarmerie-Major Richard Pointner auf. Der Regensburger Bischof Michael Buchberger unterließ jegliche Unterstützung des Angeklagten Maier, schwieg aus Angst und hielt sich in einem Keller versteckt.
Am Morgen des 24. April 1945 um 3.25 Uhr wurde Maier zusammen mit dem 70-jährigen Regensburger Bürger Josef Zirkl auf dem Moltkeplatz gehenkt; um den Hals trug er ein Pappschild mit der Aufschrift „Ich bin ein Saboteur“. Der am Vortag während der Demonstration getötete Michael Lottner wurde zu den beiden Gehenkten gelegt.

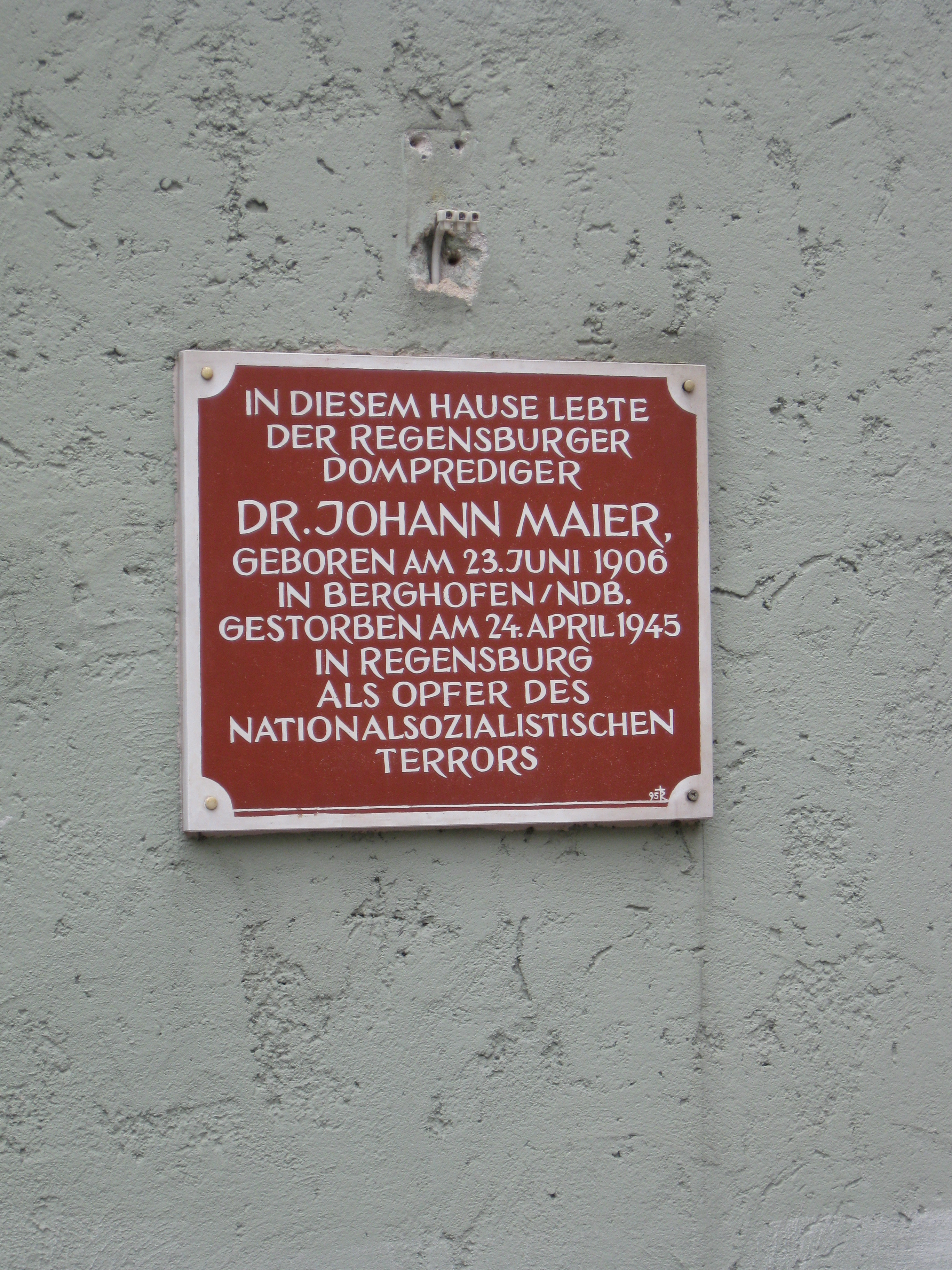
Gedenktafel für Maier an dessen Wohnhaus

### Maier und das Regensburger Kriegsende
Am Tag des 26. Aprils verließen die Wehrmachtseinheiten und der Kampfkommandant Hans Hüsson die Stadt Regensburg in Richtung Südosten. Major Othmar Matzke, der ranghöchste und entgegen der Befehlslage in der Stadt verbliebene Offizier, schickte daraufhin in den Morgenstunden des 27. Aprils in Absprache mit Oberbürgermeister Otto Schottenheim Generalmajor a. D. Leythäuser  als Parlamentär zu den US-amerikanischen Truppen. Dieser bot eine bedingungslose Kapitulation an und daraufhin wurde Regensburg kampflos an die 3. US-Armee übergeben.
Nach dem rein militärisch motivierten Truppenrückzug und aufgrund der bedingungslosen Kapitulation blieb die Stadt weitgehend unzerstört. Das Engagement von Johann Maier bzw. die o. g. Demonstration spielte hierbei keine Rolle.
Siehe auch: Endphaseverbrechen.

## Würdigung und Ehrung

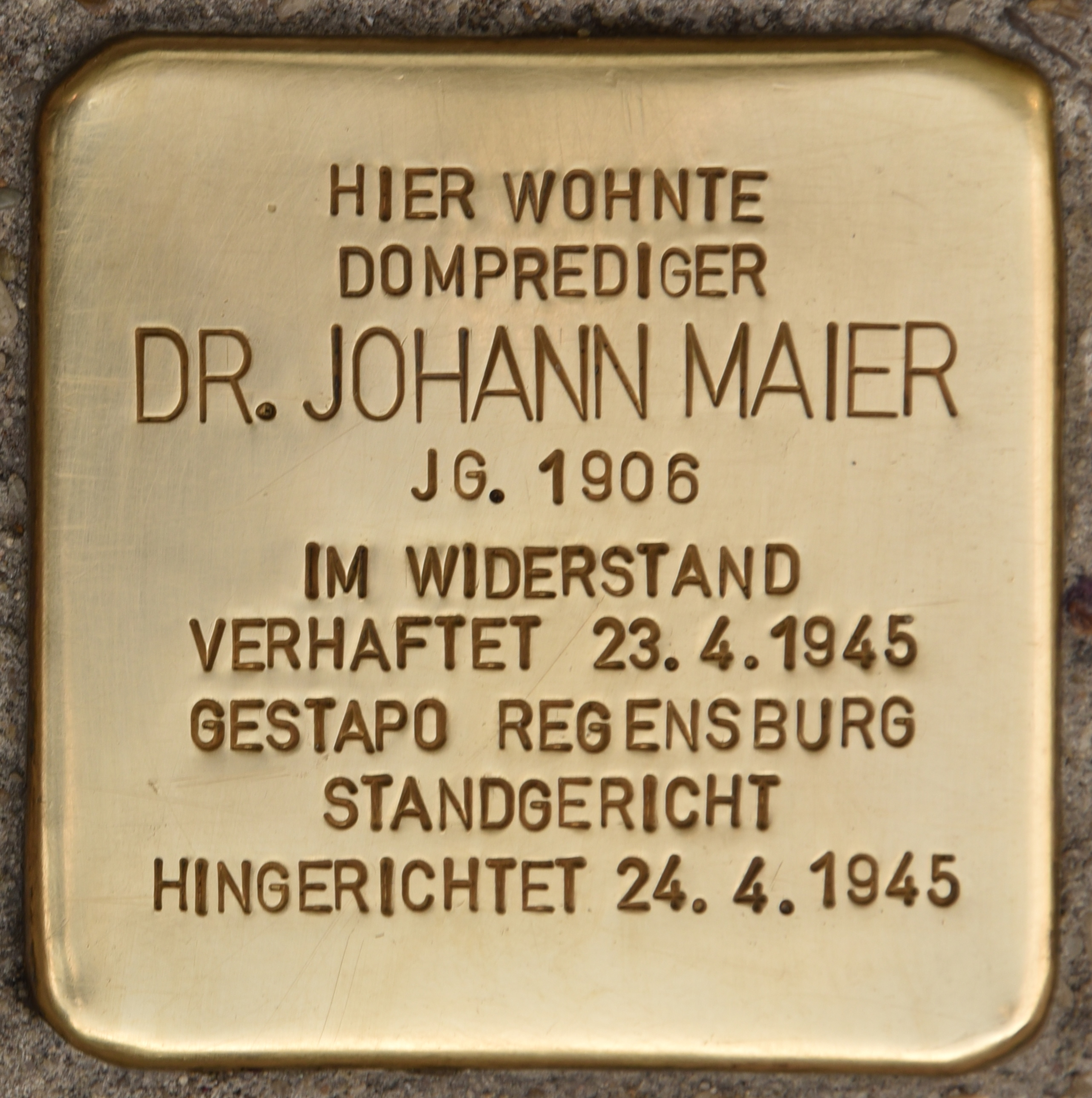
Stolperstein in Regensburg

- Maiers Grab befindet sich in der Bischofsgrablege des Domes. Im Dom erinnert eine Gedenktafel an ihn. Ebenso erinnert eine Statue auf dem Dachauplatz an ihn und an Josef Zirkl und Michael Lottner.
- Die römisch-katholische Kirche hat den Domprediger Johann Baptist Maier, den Lagerarbeiter Josef Zirkl und den Gendarmerie-Hauptwachtmeister i. R. Michael Lottner im Jahr 1999 als Glaubenszeugen in das deutsche Martyrologium des 20. Jahrhunderts aufgenommen.
- 2022 wurde ein Stolperstein in Regensburg für ihn verlegt.
- Eine Gedenktafel befindet sich an seinem ehemaligen Wohnhaus.
- In Regensburg wurde die Straße Dr.-Johann-Mayer-Straße im Inneren Westen der Stadt nach ihm benannt.